# Niccolò Pisano
Niccolò Pisano (ur. 1470 w Pizie, zm. 1538) – włoski malarz.
Umiejętności zdobywał pracując w Rzymie jako pomocnik Pietra Perugina. Jego pierwsze znane samodzielne prace znajdują się w Pizie. Następnie pracował przy Katedrze w Ferrarze, gdzie zachował się jego obraz Matka Boska z Jezusem na tronie w otoczeniu Świętych. W czasie pobytu w Ferarze, współpracował z Lorenzo Costą.
Pod koniec życia tworzył w rodzinnej Pizie.